# Distrikt Canchaque
Der Distrikt Canchaque liegt in der Provinz Huancabamba der Region Piura in Nordwest-Peru. Der Distrikt wurde am 5. September 1904 gegründet. Er hat eine Fläche von 306,41 km². Beim Zensus 2017 lebten 7317 Einwohner im Distrikt. Im Jahr 1993 betrug die Einwohnerzahl 10.183, im Jahr 2007 8957. Verwaltungssitz ist die 1198 m hoch gelegene Kleinstadt Canchaque mit 1453 Einwohnern (Stand 2017). Canchaque liegt 23 km südwestlich der Provinzhauptstadt Huancabamba.

## Geographische Lage
Der Distrikt Canchaque liegt in der peruanischen Westkordillere im zentralen Westen der Provinz Huancabamba. Die kontinentale Wasserscheide verläuft entlang der östlichen Distriktgrenze. Die Flüsse Río Pusmalca und Río Bigote entwässern das Areal nach Westen zum Río Piura. Der Río Pusmalca verläuft unterhalb von Santa Rosa entlang der südlichen Distriktgrenze nach Westen.
Der Distrikt Canchaque grenzt im Westen an die Distrikte Salitral, San Juan de Bigote und Yamango (alle in der Provinz Morropón), im äußersten Norden an den Distrikt Pacaipampa (Provinz Ayabaca), im Osten an die Distrikte Huancabamba und Sondorillo sowie im Süden an den Distrikt Huarmaca.

## Orte im Distrikt
Neben dem Hauptort Canchaque gibt es folgende größere Ortschaften im Distrikt:
- Coyona (443 Einwohner)
- Los Potreros (241 Einwohner)
- Los Ranchos (511 Einwohner)
- Palambla (369 Einwohner)
- San Francisco (246 Einwohner)
- Santa Rosa